# Élections législatives de 1986 en Tarn-et-Garonne
Les élections législatives françaises de 1986 ont lieu le 16 mars 1986. Dans le département de Tarn-et-Garonne, deux députés sont à élire dans le cadre d'un scrutin proportionnel par liste départementale à un seul tour.

## Élus
| Député élu    |  | Parti    |
| ------------- |  | -------- |
| Jean Bonhomme |  | RPR      |
| Hubert Gouze  |  | diss. PS |

## Listes en présence

### Extrême gauche (MPPT)
| N° | Candidats             | Parti | Parti | Principales fonctions   |
| -- | --------------------- | ----- | ----- | ----------------------- |
| 01 | Jean-Claude Guillauma |       | MPPT  | Inspecteur du Trésor    |
| 02 | Michel Eliard         |       | MPPT  | Enseignant              |
|    |                       |       |       |                         |
| 03 | Claudine Orain        |       | MPPT  | Bibliothécaire adjointe |
| 04 | Charles Diaz          |       | MPPT  | Ouvrier                 |

### Parti communiste français
| N° | Candidats            | Parti | Parti | Principales fonctions                           |
| -- | -------------------- | ----- | ----- | ----------------------------------------------- |
| 01 | Michel Bonnet        |       | PCF   | Adjoint au maire de Castelsarrasin, dessinateur |
| 02 | Marie-Claude Bouyssi |       | PCF   | Adjointe au maire de Montauban, professeur      |
|    |                      |       |       |                                                 |
| 03 | Jean-Louis Danis     |       | PCF   | Adjoint au maire de Moissac, médecin            |
| 04 | Gérard Calvo         |       | PCF   | Agriculteur, Labastide-Saint-Pierre             |

### Majorité présidentielle (MRG-PS)
| N° | Candidats          | Parti | Parti | Principales fonctions |
| -- | ------------------ | ----- | ----- | --- |
| 01 | Jean-Michel Baylet |       | MRG   | Secrétaire d'État aux relations extérieures, conseiller général du conseiller général et président du conseil général, directeur de société |
| 02 | Michelle Cavaillé  |       | PS    | Chargée de mission départementale aux Droits de la Femme                                                                                    |
|    |                    |       |       | |
| 03 | Jean Cambon        |       | PS    | Conseiller général du canton de Nègrepelisse, professeur d'université                                                                       |
| 04 | Louis Violle       |       | MRG   | Conseiller général du canton de Moissac-2 et premier adjoint au maire de Moissac, artisan photographe                                       |

### Divers gauche (PS dissident)
| N° | Candidats         | Parti | Parti    | Principales fonctions                                                                                 |
| -- | ----------------- | ----- | -------- | --- |
| 01 | Hubert Gouze      |       | PS diss. | Député sortant et maire de Montauban, conseiller général du canton de Montauban-2, professeur         |
| 02 | Robert Descazeaux |       | PS diss. | Conseiller général du canton de Saint-Nicolas-de-la-Grave et maire de Garganvillar, directeur d'école |
|    |                   |       |          | |
| 03 | Marcel Dalquié    |       | PS diss. | Conseiller général du canton de Lauzerte et maire de Lauzerte, magistrat                              |
| 04 | Jacques Moignard  |       | PS diss. | Conseiller général du canton de Montech, éducateur spécialisé                                         |

### Opposition (RPR-UDF)
| N° | Candidats       | Parti | Parti  | Principales fonctions                                                  |
| -- | --------------- | ----- | ------ | ---------------------------------------------------------------------- |
| 01 | Jean Bonhomme   |       | RPR    | Conseiller général du canton de Caussade et maire de Caussade, médecin |
| 02 | Jacques Briat   |       | UDF-PR | Conseiller municipal de Valence d'Agen, pharmacien                     |
|    |                 |       |        |                                                                        |
| 03 | Adrien de Santi |       | RPR    | Conseiller municipal de Montauban, architecte                          |
| 04 | Pierre Lebrun   |       | UDF    | Cadre d'entreprise                                                     |

### Extrême droite (FN)
| N° | Candidats        | Parti | Parti | Principales fonctions |
| -- | ---------------- | ----- | ----- | --------------------- |
| 01 | Didier Naudin    |       | FN    | Cadre commercial      |
| 02 | Christian Dufief |       | FN    | Commerçant            |
|    |                  |       |       |                       |
| 03 | Louis Duplan     |       | FN    | Agriculteur           |
| 04 | André Roque      |       | FN    | Commerçant retraité   |

### Extrême droite (POE)
| N° | Candidats          | Parti | Parti | Principales fonctions |
| -- | ------------------ | ----- | ----- | --------------------- |
| 01 | Anne-Marie Desachy |       | POE   | Secrétaire            |
| 02 | Jean-Alain Scemama |       | POE   | Chirurgien-dentiste   |
|    |                    |       |       |                       |
| 03 | Jacques Velay      |       | POE   | Médecin radiologue    |
| 04 | Roselyne Schiffer  |       | POE   | Employée              |

## Résultats

### Résultats à l'échelle du département
| Liste Parti politique | Liste Parti politique | Tête de liste         | Tour unique | Tour unique | Sièges |
| Liste Parti politique | Liste Parti politique | Tête de liste         | Voix        | %           | Sièges |
| --------------------- | --- | --------------------- | ----------- | ----------- | ------ |
|                       | Ensemble pour le Tarn et Garonne Rassemblement pour la République (UDF)                                                     | Jean Bonhomme         | 45 084      | 39,42       | 1      |
|                       | Liste socialiste - Confirmer le progrès avec François Mitterrand diss. Parti socialiste                                     | Hubert Gouze          | 33 144      | 28,98       | 1      |
|                       | Union pour le Tarn et Garonne Mouvement des radicaux de gauche (PS)                                                         | Jean-Michel Baylet    | 18 876      | 16,50       | 0      |
|                       | Liste de Rassemblement national présentée par le Front national Front national                                              | Didier Naudin         | 8 769       | 7,66        | 0      |
|                       | Liste présentée par le Parti communiste français Parti communiste français                                                  | Michel Bonnet         | 7 250       | 6,34        | 0      |
|                       | Liste du Parti ouvrier européen Extrême droite (Parti ouvrier européen)                                                     | Anne-Marie Desachy    | 718         | 0,63        | 0      |
|                       | Liste du Mouvement pour un parti des travailleurs Tarn-et-Garonne Extrême gauche (Mouvement pour un parti des travailleurs) | Jean-Claude Guillauma | 532         | 0,46        | 0      |
|                       | |                       |             |             |        |
| Inscrits              | Inscrits | Inscrits              | 143 597     | 100,00      | 2      |
| Abstentions           | Abstentions | Abstentions           | 23 459      | 16,33       |        |
| Votants               | Votants | Votants               | 120 138     | 83,66       |        |
| Blancs et nuls        | Blancs et nuls | Blancs et nuls        | 5 765       | 4,80        |        |
| Exprimés              | Exprimés | Exprimés              | 114 373     | 95,20       |        |